# Площадь Возрождения (Вологда)
Пло́щадь Возрожде́ния — площадь Вологды. Расположена между площадью Революции, Советским проспектом, улицей Лермонтова и Каменным мостом. Через неё проходит улица Марии Ульяновой.